# 朱哈斯南
朱哈斯南（1954年9月20日—），马来西亚政治人物，前马来西亚吉隆坡斯迪亚旺沙国阵巫统国会议员，也是巫统中央委员。他是现任马来西亚驻美大使。